# Ruhpolding
Ruhpolding er en by i Oberbayern, Tyskland. Byen er beliggende ca. 75 kilometer sydøst for München og har ca. 6.500 fastboende personer.
Byens hovederhverv er turisme, hvor der i vinterperioden tilbydes at dyrke et stort udvalg af vinterrelaterede sportsgrene i området, som har en stor variation af skiløjper for alpint skiløb og langrend.
Byen er årlig vært for afdelinger af World Cuppen i skiskydning og nordisk kombineret.
Om sommeren er der rig mulighed for at foretage bjergvandring og moutainbike-cykling i og på områdets omfattende sti-systemer.
Der er svævebane fra byen  til Rauschberg og  Unternberg.

## Ekstern henvisning
- Wikimedia Commons har flere filer relateret til Ruhpolding
- Rupholdings hjemmeside (engelsk) (Webside ikke længere tilgængelig)

47°46′00″N 12°39′00″Ø / 47.7667°N 12.65°Ø